# الاینس
الاینس (به فرانسوی: Allaines) یک کمون و dwelling place در فرانسه است که در Canton of Péronne واقع شده‌است.

## خصوصیات
الاینس ۸٫۳۶ کیلومترمربع مساحت و ۴۵۰ نفر جمعیت دارد و ۶۷ متر بالاتر از سطح دریا واقع شده‌است.